# Бањоло Сопрано (Пјаченца)
Бањоло Сопрано је насеље у Италији у округу Пјаченца, региону Емилија-Ромања.
Према процени из 2011. у насељу је живело 15 становника. Насеље се налази на надморској висини од 60 м.